# Квинесек (Мичиген)
Квинесек (енгл. Quinnesec) насељено је место без административног статуса у америчкој савезној држави Мичиген.

## Демографија
По попису из 2010. године број становника је 1.191, што је 4 (0,3%) становника више него 2000. године.
| Група             | 2000.         | 2010.         |
| Белци             | 1.167 (98,3%) | 1.156 (97,1%) |
| Афроамериканци    | 0 (0,0%)      | 12 (1,0%)     |
| Азијати           | 4 (0,3%)      | 3 (0,3%)      |
| Хиспаноамериканци | 2 (0,2%)      | 8 (0,7%)      |
| Укупно            | 1.187         | 1.191         |